# Caspar Steinlin
Caspar Steinlin (auch Kaspar Steinlin; * 9. September 1740 in St. Gallen; † 28. Oktober 1814 ebenda) war ein Bürgermeister von St. Gallen (Schweiz).

## Leben
Caspar Steinlin wurde als Sohn des Bartholome Steinlin (* 1713 in St. Gallen; † 22. März 1774 ebenda), Weber und Feilträger (Trödelhändler), und dessen Ehefrau Anna Maria (* 1712 in St. Gallen; † 1784 ebenda), einer Tochter des Felix Züblin (1681–1715), geboren. Von seinen Geschwistern sind namentlich bekannt:
- Felix Steinlin (1744–1806), Weber
- Peter Steinlin (1747–1807), Modelstecher (Schnitzer von Lebkuchenformen)
- Johannes Steinlin (1751–1834), Feilträger, Offizier und Inhaber mehrerer öffentlicher Funktionen

Trotz seiner einfachen Herkunft stieg er im Laufe der Zeit vom Garnsieder bis zum Mousselinefabrikanten auf. Anfangs war er bei Hans Joachim Steinmann und bei einem Kaufmann namens Zübler angestellt, der ihm für einen eigenen Garnhandel Geld lieh; ein weiterer Kaufmann namens Schlatter liess ihn in seiner Fabrik Stickmodelle auf Mousseline drucken.
1778 wurde er zum Stadtrichter gewählt und 1783 zum Zunftmeister, und von 1794 bis 1798 war er, im Wechsel mit Daniel Girtanner (1733–1798), der das Amt 1795, und Paul Züblin (1736–1809) der das Amt 1796 ausübte, Bürgermeister in St. Gallen; mit ihm erlosch dann mit der Errichtung der Helvetischen Republik das Bürgermeisteramt.
1798 wurde er zum Präsidenten des Munizipalrates gewählt und übte dieses Amt bis 1803 aus; anschliessend war er von 1803 bis 1814 Leiter des Gemeinderates sowie im Jahr 1803 Mitglied der provisorischen Kantonsregierung und von 1803 bis 1814 Kantonsrat in St. Gallen. Er nahm in dieser Zeit auch als Gesandter an Tagsatzungen teil.
Caspar Steinlin heiratete 1770 in erster Ehe Anna Magdalena, Tochter des Heinrich Stäheli, Gürtler und Unterbürgermeister, und 1797 in zweiter Ehe Anna Katharina, Tochter des Michael Tobler, Gerber und Ratsherr.

### Wirken
Ohne ausdrückliche Parteinahme für oder gegen die neue Ordnung gestaltete Caspar Steinlin den Übergang St. Gallens von der Stadtrepublik zur Kantonshauptstadt sowie die Anfänge des Kantons massgeblich mit.

## Schriften (Auswahl)
- Die Municipalität der Gemeinde St. Gallen, an ihre geliebten Mitbürger. St. Gallen 1799.